# Tuone Udaina
Tuone Udaina (né en 1821 et mort le 10 juin 1898), Antonio Udina en italien, est le dernier locuteur du dalmate,. 
Il était pour les linguistes la principale source de connaissance de la langue dalmate et de son dialecte végliote, parlé par ses parents sur l'île de Krk (Vicla en dalmate, Veglia en italien).

## Biographie
Tuone Udaina est né en 1821 à Veglia (Krk). Ses parents parlaient le vénitien de Dalmatie.
Il ne répond pas toutefois à la définition de la source idéale, du fait que le dalmate n'était pas sa première langue et que ses connaissances remontaient à l'époque où il l'avait apprise de sa grand-mère. En effet, ses parents parlaient avec lui le vénitien, ils employaient le végliote seulement lorsqu'ils ne voulaient pas être compris de leurs enfants[réf. nécessaire].
Par ailleurs, quand les érudits ont commencé à l'interroger, il ne parlait plus la langue depuis une vingtaine d'années, il était devenu sourd et avait perdu ses dents. Matteo Bartoli a publié en 1906 la seule étude de cette langue après avoir interrogé Tuone Udaina.
Il était coiffeur, d'où son surnom de Burbur (« coiffeur », « barbier » en dalmate). Après sa mort accidentelle, due à l'explosion d'une mine lors de la construction d'une route dans l'île de Veglia, la langue s'est éteinte avec lui.

## Dernier locuteur du végliote
« Yu yay foyt a skol day tšink yayn e dapú yu vay stat a skol tra yayn; yu yay studyút fenta i vapto yayn, yu yay studyút. E dapú el mi twota si o amalwòt e yu dzay dal su patrawn, monsin'awr véskovi. Dekaja el mi twota: « Yu non lo potaja lasúr a skol, perké ju non potaya kaminúr ple. Yu avás kwatri pire: ke-l dzay fure a menurle al dizmún e a la sar levurle a kworsa. »

— M. Bartoli, Das Dalmatische, Vienne, 1906

« J'ai été à l'école depuis l'âge de cinq ans et puis je suis resté trois années à l'école. J'ai étudié jusqu'à huit ans, j'ai étudié. Et puis mon père est tombé malade et est allé chez son patron, Monsieur l'évêque. Mon père dit : « Je ne peux pas le laisser à l'école parce que je ne peux plus marcher. J'ai quatre brebis : qu'il aille les faire paître au-dehors le matin et les conduire, le soir, à la maison. »